# مفتاح طاقة

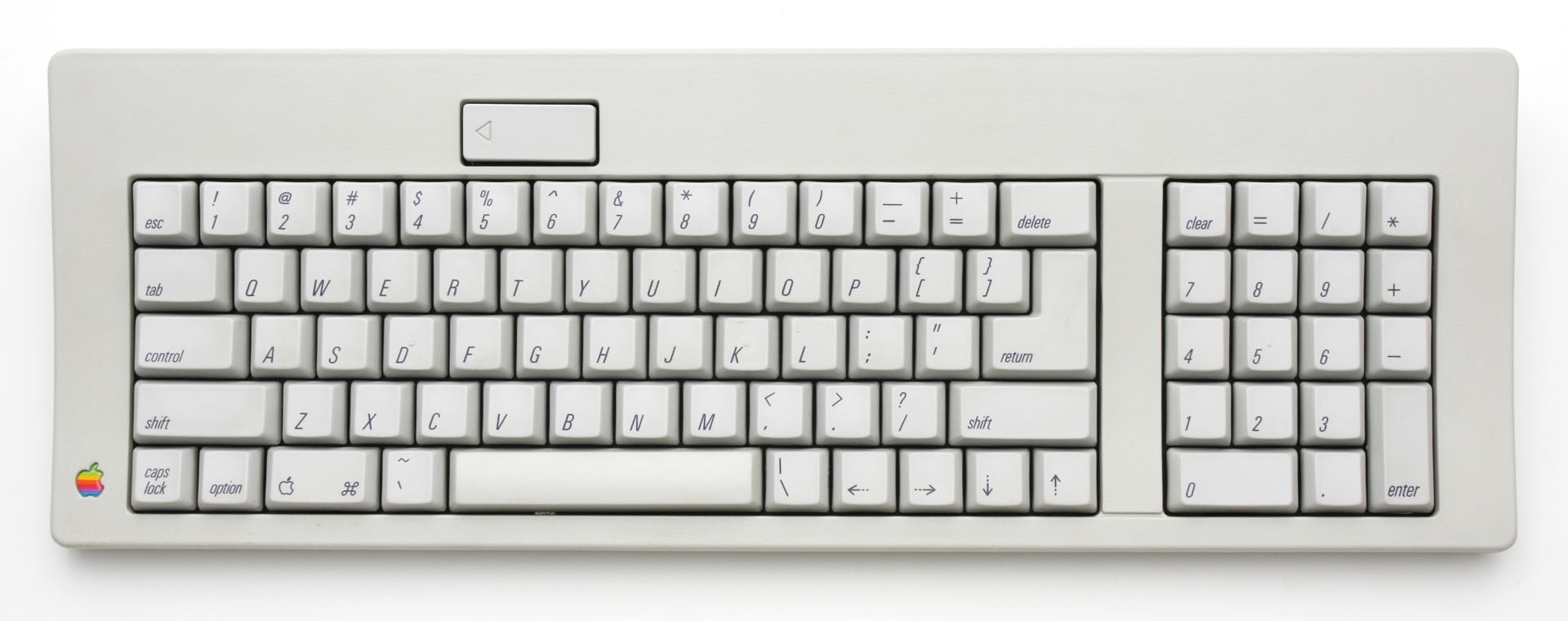
تضمنت لوحة مفاتيح آبل بمفتاح تشغيل بارز فوق مفاتيح لوحة المفاتيح الاعتيادية. استُخدِمَ رمز المثلث لتمثيل الطاقة في هذه الطرازات القديمة.

مفتاح التشغيل، أو مفتاح الطاقة، هو مفتاح كان مشتهراً في العديد من لوحات مفاتيح الكمبيوتر خلال الثمانينيات وحتى أوائل القرن الحادي والعشرين. ظهرت لأول مرة على لوحات مفاتيح آبل ديسكتوب باص الأولى في الثمانينيات وكانت ميزة  للعديد من لوحات مفاتيح ماكنتوش منذ ذاك. توجد أيضًا في عدد من لوحات مفاتيح مايكروسوفت ويندوز ،  وقد يُستبدل بمفاتيح إضافية لوضع السكون. أصبح مفتاح التشغيل نادرًا بشكل متزايد،  حيث أن معظم أجهزة الكمبيوتر الشخصية الحديثة التي تستخدم USB تسمح ببدء تشغيل النظام بالضغط على أي مفتاح على لوحة المفاتيح. 